# Веннегор оф Хесселинк, Ян
Ян Йо́ханнес Ве́ннегор оф Хе́сселинк (нидерл. Jan Johannes Vennegoor of Hesselinkо файле, МФА: [ˈjɑn ˈvɛnəɣoːr ɔfˈɦɛsəlɪŋk]; родился 7 ноября 1978 года в Олдензале, провинция Оверэйсел) — нидерландский футболист, нападающий, наиболее известный по выступлениям за «Твенте» и ПСВ. В составе сборной Нидерландов — участник чемпионата мира 2006 года и чемпионата Европы 2008 года.
Отец футболиста Лукаса Веннегора оф Хесселинка.

## Клубная карьера
Ян Веннегор оф Хесселинк родился 7 ноября 1978 года в старинном нидерландском местечке Олдензал неподалёку от границы с Германией. Именно там он начал играть в футбол в составе местной юношеской команды «Квик '20». Талантливого парня быстро заметили скауты серьёзных клубов, и в семнадцатилетнем возрасте началась его профессиональная карьера.

### «Твенте»
Первым взрослым клубом Яна Веннегора оф Хесселинка стала команда нидерландского первого дивизиона «Твенте» из Энсхеде, в составе которой он оказался в 1996 году. Первые два сезона не стали для него особенно удачными (лишь 4 забитых мяча в 40 встречах), но начиная с 1998 года Хесселинк на протяжении трех сезонов подряд становился лучшим бомбардиром команды и не пропустил ни одного матча. В сезоне 2000/01 Хесселинк помог «Твенте» выиграть Кубок и Суперкубок Нидерландов. Такая удачная игра стала залогом того, что футболистом заинтересовались более серьёзные клубы.
После пяти сезонов в составе «Твенте» летом 2001 года Ян Веннегор оф Хесселинк перешёл в состав одного из лидеров нидерландского футбола — команду ПСВ. Сумма трансфера составила 11 миллионов евро.

### ПСВ
В первом же своём сезоне на новом уровне Веннегор оф Хесселинк показал, на что он способен, забив в 34 матчах 22 гола. Однако следующие два года оказались куда менее урожайными — форвард отметился лишь 8 и 12 голами соответственно. В конце сезона 2003/04 футболисту сообщили, что он может покинуть клуб.
В сезоне 2004/05 Веннегор оф Хесселинк всё же остался в составе команды и снова набрал прекрасную форму, забив 19 голов в 28 встречах, чем помог своему клубу стать чемпионом страны.
В своем последнем сезоне в ПСВ Веннегор оф Хесселинк во второй раз подряд стал чемпионом Нидерландов. 24 августа 2006 года футболист начал новый этап своей карьеры, подписав с ведущим шотландским клубом «Селтик» трёхлетний контракт с возможностью продления на один год. Сумма трансфера составила 3,4 миллиона фунтов стерлингов.

### «Селтик»
В дебютном матче против «Хиберниана» забил гол, выйдя на замену. В следующем матче форвард принёс своей команде победу над «Абердином» со счетом 1:0. Также он отметился забитым мячом в матче Лиги чемпионов против «Манчестер Юнайтед» на «Олд Траффорд». Эта голевая серия прервалась в октябре 2006 года из-за травмы голеностопа.
В сезоне 2006/07 вместе с «Селтиком» Веннегор оф Хесселинк сделал «дубль», выиграв национальный чемпионат и кубок Шотландии, при этом показав стабильную результативность и забив гол в решающем матче с «Данди Юнайтед». В следующем сезоне клуб снова стал сильнейшим в Шотландии, а Веннегор оф Хесселинк забил 15 голов.
После «Селтика» футболист выступал за «Халл Сити» и «Рапид» (Вена). В ноябре 2011 года Веннегор оф Хесселинк подписал соглашение с ПСВ до конца сезона. 15 мая 2012 года объявил о завершении карьеры.

## Карьера в сборной
В конце своего пребывания в составе «Твенте» футболист получил приглашение в ряды национальной сборной Нидерландов и успел провести в её составе два матча. Его дебют состоялся 11 октября 2000 года в отборочной встрече чемпионата мира против сборной Португалии, которая завершилась поражением со счетом 0:2. Товарищеская игра 28 февраля 2001 года с командой Турции не порадовала болельщиков забитыми голами.
В марте 2005 года, на волне успешного выступления за ПСВ, Веннегор оф Хесселинк опять получил приглашение в национальную сборную, после паузы длиной в четыре с половиной года.
В составе национальной команды Веннегор оф Хесселинк участвовал в чемпионате мира 2006 года в Германии, где «оранжевые» дошли до 1/8 финала. В последней игре форвард вышел на замену, проведя на поле 5 минут. Интересно, что тогда нидерландцы уступили португальцам, также как и в дебютном матче Хесселинка в сборной 6 лет тому назад.
В 2008 году форвард забивал голы в товарищеских встречах голландцев со сборными Австрии и Хорватии, выходя на замену, а летом отправился со сборной на чемпионат Европы в Австрию и Швейцарию. Учитывая высокую конкуренцию среди игроков атаки нидерландской команды, Хесселинк снова оказался среди запасных и провёл на поле лишь 10 минут, выйдя на замену в ничего не решавшем матче группового этапа со сборной Румынии.

## Фамилия
Фамилия Веннегор оф Хесселинк — самая длинная в современном европейском футболе — уходит своими корнями в XVII столетие, когда между собой породнились представители двух фермерских семей из нидерландской области Энсхеде. Поскольку оба имени — Веннегоры и Хесселинки — имели одинаковый социальный вес, семья решила не выбирать между ними, а, наоборот, использовать оба. Так образовалась фамилия Веннегор оф Хесселинк.
Частица «оф» в нидерландском языке имеет значение «или», то есть буквальный перевод фамилии футболиста должен звучать как «Веннегор или Хесселинк».

## Достижения

### Командные
- Чемпион Нидерландов (3): 2002/03, 2004/05, 2005/06
- Обладатель Кубка Нидерландов (3): 2000/01, 2004/05, 2011/12
- Обладатель Суперкубка Нидерландов (2): 2001, 2003
- Чемпион Шотландии (2): 2006/07, 2007/08
- Обладатель Кубка Шотландии: 2006/07
- Обладатель Кубка шотландской лиги: 2008/09

### Личные
- Игрок месяца шотландской Премьер-лиги: январь 2007

## Статистика выступлений

### Обзор карьеры
| Команда          | Период              | Официальные матчи | Официальные матчи | Неофициальные матчи | Неофициальные матчи | Итого | Итого |
| Команда          | Период              | Игры              | Голы              | Игры                | Голы                | Игры  | Голы  |
| ---------------- | ------------------- | ----------------- | ----------------- | ------------------- | ------------------- | ----- | ----- |
| Твенте           | 1996—2001           | 173               | 76                | 60                  | 45                  | 233   | 121   |
| ПСВ              | 2001—2006 2011—2012 | 233               | 89                | 54                  | 30                  | 287   | 119   |
| Селтик           | 2006—2009           | 108               | 44                | 16                  | 7                   | 124   | 51    |
| Халл Сити        | 2009—2010           | 33                | 3                 | 0                   | 0                   | 33    | 3     |
| Рапид (Вена)     | 2010—2011           | 13                | 4                 | 11                  | 9                   | 24    | 13    |
| Нидерланды       | 2000—2008           | 19                | 3                 | 0                   | 0                   | 19    | 3     |
| Прочие           | 2024                | -                 | -                 | 1                   | 0                   | 1     | 0     |
| Всего за карьеру | Всего за карьеру    | 579               | 219               | 142                 | 91                  | 721   | 310   |

### Клубная карьера
| Клуб             | Сезон            | Лига | Лига | Кубки | Кубки | Еврокубки | Еврокубки | Прочие | Прочие | Итого | Итого | Товарищеские матчи | Товарищеские матчи | Всего | Всего |
| Клуб             | Сезон            | Игры | Голы | Игры  | Голы  | Игры      | Голы      | Игры   | Голы   | Игры  | Голы  | Игры               | Голы               | Игры  | Голы  |
| ---------------- | ---------------- | ---- | ---- | ----- | ----- | --------- | --------- | ------ | ------ | ----- | ----- | ------------------ | ------------------ | ----- | ----- |
| Твенте           | 1996/97          | 12   | 0    | 1     | 0     | 0         | 0         | 0      | 0      | 13    | 0     | 13                 | 3                  | 26    | 3     |
| Твенте           | 1997/98          | 28   | 4    | 5     | 0     | 5         | 1         | 0      | 0      | 38    | 5     | 15                 | 8                  | 53    | 13    |
| Твенте           | 1998/99          | 34   | 21   | 5     | 3     | 2         | 0         | 0      | 0      | 41    | 24    | 8                  | 5                  | 49    | 29    |
| Твенте           | 1999/00          | 34   | 19   | 4     | 5     | 0         | 0         | 0      | 0      | 38    | 24    | 12                 | 15                 | 50    | 39    |
| Твенте           | 2000/01          | 34   | 15   | 9     | 8     | 0         | 0         | 0      | 0      | 43    | 23    | 12                 | 14                 | 55    | 37    |
| Твенте           | Итого            | 142  | 59   | 24    | 16    | 7         | 1         | 0      | 0      | 173   | 76    | 60                 | 45                 | 233   | 121   |
| ПСВ              | 2001/02          | 34   | 22   | 2     | 0     | 11        | 3         | 1      | 0      | 48    | 25    | 11                 | 6                  | 59    | 31    |
| ПСВ              | 2002/03          | 32   | 8    | 2     | 0     | 4         | 0         | 1      | 0      | 39    | 8     | 15                 | 10                 | 54    | 18    |
| ПСВ              | 2003/04          | 30   | 12   | 2     | 2     | 9         | 1         | 0      | 0      | 41    | 15    | 10                 | 4                  | 51    | 19    |
| ПСВ              | 2004/05          | 28   | 19   | 3     | 2     | 12        | 3         | 0      | 0      | 43    | 24    | 8                  | 7                  | 51    | 31    |
| ПСВ              | 2005/06          | 32   | 11   | 3     | 2     | 6         | 1         | 1      | 0      | 42    | 14    | 5                  | 1                  | 47    | 15    |
| ПСВ              | 2006/07          | 1    | 1    | 0     | 0     | 0         | 0         | 1      | 0      | 2     | 1     | 3                  | 1                  | 5     | 2     |
| ПСВ              | Итого            | 157  | 73   | 12    | 6     | 42        | 8         | 4      | 0      | 215   | 87    | 52                 | 29                 | 267   | 116   |
| Селтик           | 2006/07          | 21   | 13   | 5     | 4     | 4         | 1         | 0      | 0      | 30    | 18    | 0                  | 0                  | 30    | 18    |
| Селтик           | 2007/08          | 32   | 15   | 6     | 4     | 8         | 1         | 0      | 0      | 46    | 20    | 7                  | 2                  | 53    | 22    |
| Селтик           | 2008/09          | 25   | 6    | 5     | 0     | 2         | 0         | 0      | 0      | 32    | 6     | 9                  | 5                  | 41    | 11    |
| Селтик           | Итого            | 78   | 34   | 16    | 8     | 14        | 2         | 0      | 0      | 108   | 44    | 16                 | 7                  | 124   | 51    |
| Халл Сити        | 2009/10          | 31   | 3    | 2     | 0     | 0         | 0         | 0      | 0      | 33    | 3     | 0                  | 0                  | 33    | 3     |
| Халл Сити        | Итого            | 31   | 3    | 2     | 0     | 0         | 0         | 0      | 0      | 33    | 3     | 0                  | 0                  | 33    | 3     |
| Рапид (Вена)     | 2010/11          | 10   | 2    | 1     | 1     | 2         | 1         | 0      | 0      | 13    | 4     | 11                 | 9                  | 24    | 13    |
| Рапид (Вена)     | Итого            | 10   | 2    | 1     | 1     | 2         | 1         | 0      | 0      | 13    | 4     | 11                 | 9                  | 24    | 13    |
| ПСВ              | 2011/12          | 17   | 2    | 1     | 0     | 0         | 0         | 0      | 0      | 18    | 2     | 2                  | 1                  | 20    | 3     |
| ПСВ              | Итого            | 17   | 2    | 1     | 0     | 0         | 0         | 0      | 0      | 18    | 2     | 2                  | 1                  | 20    | 3     |
| Всего за карьеру | Всего за карьеру | 435  | 173  | 56    | 31    | 65        | 12        | 4      | 0      | 560   | 216   | 141                | 91                 | 701   | 307   |

### Матчи Веннегора оф Хесселинка за сборную Нидерландов
| Матчи Веннегора оф Хесселинка за сборную Нидерландов | Матчи Веннегора оф Хесселинка за сборную Нидерландов | Матчи Веннегора оф Хесселинка за сборную Нидерландов | Матчи Веннегора оф Хесселинка за сборную Нидерландов | Матчи Веннегора оф Хесселинка за сборную Нидерландов | Матчи Веннегора оф Хесселинка за сборную Нидерландов |
| ---------------------------------------------------- | ---------------------------------------------------- | ---------------------------------------------------- | ---------------------------------------------------- | ---------------------------------------------------- | ---------------------------------------------------- |
| №                                                    | Дата                                                 | Соперник                                             | Счёт                                                 | Голы Веннегора оф Хесселинка                         | Соревнование                                         |
| 1                                                    | 11 октября 2000                                      | Португалия                                           | 0:2                                                  | —                                                    | Чемпионат мира 2002 (отбор)                          |
| 2                                                    | 28 февраля 2001                                      | Турция                                               | 0:0                                                  | —                                                    | Товарищеский матч                                    |
| 3                                                    | 30 марта 2005                                        | Армения                                              | 2:0                                                  | —                                                    | Чемпионат мира 2006 (отбор)                          |
| 4                                                    | 3 сентября 2005                                      | Армения                                              | 1:0                                                  | —                                                    | Чемпионат мира 2006 (отбор)                          |
| 5                                                    | 7 сентября 2005                                      | Андорра                                              | 4:0                                                  | —                                                    | Чемпионат мира 2006 (отбор)                          |
| 6                                                    | 12 ноября 2005                                       | Италия                                               | 1:3                                                  | —                                                    | Товарищеский матч                                    |
| 7                                                    | 1 июня 2006                                          | Мексика                                              | 2:1                                                  | —                                                    | Товарищеский матч                                    |
| 8                                                    | 25 июня 2006                                         | Португалия                                           | 0:1                                                  | —                                                    | Чемпионат мира 2006                                  |
| 9                                                    | 2 сентября 2006                                      | Люксембург                                           | 1:0                                                  | —                                                    | Чемпионат Европы 2008 (отбор)                        |
| 10                                                   | 15 ноября 2006                                       | Англия                                               | 1:1                                                  | —                                                    | Товарищеский матч                                    |
| 11                                                   | 7 февраля 2007                                       | Россия                                               | 4:1                                                  | —                                                    | Товарищеский матч                                    |
| 12                                                   | 6 июня 2007                                          | Таиланд                                              | 3:1                                                  | 1                                                    | Товарищеский матч                                    |
| 13                                                   | 6 февраля 2008                                       | Хорватия                                             | 3:0                                                  | 1                                                    | Товарищеский матч                                    |
| 14                                                   | 26 марта 2008                                        | Австрия                                              | 4:3                                                  | 1                                                    | Товарищеский матч                                    |
| 15                                                   | 29 мая 2008                                          | Дания                                                | 1:1                                                  | —                                                    | Товарищеский матч                                    |
| 16                                                   | 1 июня 2008                                          | Уэльс                                                | 2:0                                                  | —                                                    | Товарищеский матч                                    |
| 17                                                   | 17 июня 2008                                         | Румыния                                              | 2:0                                                  | —                                                    | Чемпионат Европы 2008                                |
| 18                                                   | 20 августа 2008                                      | Россия                                               | 1:1                                                  | —                                                    | Товарищеский матч                                    |
| 19                                                   | 6 сентября 2008                                      | Австралия                                            | 1:2                                                  | —                                                    | Товарищеский матч                                    |

Итого: 19 матчей / 3 гола; 11 побед, 4 ничьи, 4 поражения.